# Sacké jezero
Sacké jezero (ukrajinsky Сакське озеро, krymskou tatarštinou Saq gölü) je bezodtoké slané jezero v Autonomní republice Krym na jihu Ukrajiny. Nachází se 20 km od města Jevpatorie jižně od jezera Sasyk. Má rozlohu 8,1 km², je 5,5 km dlouhé a 3 km široké. Průměrnou hloubku má 0,8 m. Leží 2,1 m pod úrovní hladiny moře.

## Dno
Dno jezera je pokryté hrubou vrstvou jílové minerální hlíny.

## Vodní režim
Zdroje vody jsou různé (mořské, podzemní, tající sníh, déšť).

## Využití
Na břehu jezera leží lázeňské město Saky. Jezero je velmi známé a je navštěvované především kvůli lázním.